# Yo (kana)
En l'escriptura japonesa, els caràcters よ (hiragana) i ヨ (katakana) són dues mores que ocupen el trenta-vuitè lloc en el sistema modern d'ordenació alfabètica gojūon (五十音), entre ゆ i ら; i el quinzè en el poema iroha, entre el か i el た. A la taula de la dreta, que segueix l'ordre gojūon (per columnes, i de dreta a esquerra), es troba a la vuitena columna (や行, «columna YO») i la cinquena fila (a la que dona nom: お段, «fila O»). Una mora és la unitat superior al segment i inferior a la síl·laba.
Tant よ com ヨ provenen del kanji 与.
El caràcter petit ょ, ョ, es pot escriure després d'un caràcter kana de la fila I (き, し, ち, に, ひ, み, り) per formar nous sons.

## Romanització
Segons els sistemes de romanització Hepburn modificat, Kunrei-shiki i Nihon-shiki:
- よ, ヨ es romanitzen com a «yo»

## Escriptura
|  | El caràcter よ s'escriu amb dos traços: 1. Traç horitzontal curt. 2. Traç vertical que toca el primer traç a l'esquerra i acaba formant un bucle.                                                                          |
|  | El caràcter ヨ s'escriu amb tres traços: 1. Traç compost per una línia horitzontal i una altra vertical. 2. Traç horitzontal a sota del primer. 3. Traç horitzontal a sota del segon. És similar a una lletra E especular. |

## Altres representacions
- Sistema Braille:[5]

| －● ●－ |

- Alfabet fonètic: 「吉野のヨ」 («la yo de Yoshino», Prunus × yedoensis una espècie d'arbre)
- Codi Morse: －－